# أدمورتيون
الأدمورتيون هم شعب يتحدث اللغة الأدمورتية.